# Порозность почвы
Порозность почвы (пористость или скважность почвы) — воздушный и водный объём имеющийся между частицами почвы, который выражается в процентах от общего объёма почвы. Почвенные поры в зависимости от размера делятся на капиллярные (в них удерживается вода) и некапиллярные (> 8 мм в диаметре).

## Описание
Одна из характеристик сложения почвы — совокупность почвенных пор, отличающихся друг от друга размерами и пространственной конфигурацией. Характер порозности обуславливается физическими и физико-химическими процессами, протекающими в почве: растрескиванием её под действием увлажнения-высыхания, нагрева-охлаждения, набухания-сжатия; передвижением жидкой фазой и деятельностью живой фазы, выщелачиванием и выносом различных химических соединений в нижележащие горизонты.
Степень порозности также зависит от почвенной структуры, гранулометрического состава и содержания гумуса.
Так как любая почва характеризуется определённой степенью агрегатированности, выделяются следующие типы порозности:
- интраагрегатная (внутриагрегатная)
- интерагрегатная (межагрегатная)
- трансагрегатная (внеагрегатная)

Соответственно, наиболее мелкие поры будут располагаться внутри агрегатов, а крупные — вне их.
Порозность убывает вглубь по почвенному профилю, однако иллювиальные (B) горизонты зачастую имеют меньшую порозность, чем материнская порода.

## Влияние на обитателей почв
Микроартроподы наиболее чувствительны к изменению порозности почвы.
Вытаптывание приводит к уменьшению порозности почвы.